# 南十字座μ
南十字座μ (μ Cru) 是南十字座的第7 亮星，是一對分離很遠的聯星。兩顆星的光譜類型都是B型，視星等分別是4.0和5.1，它們與地球相距約360-380光年。